# Fortezza di Van

L'iscrizione di Serse I lungo la fortezza di Van

La fortezza di Van (in turco Van Kalesi; in curdo Kela Wanê‎), nota anche come cittadella di Van, è una fortificazione situata nella città turca di Van, nella regione dell'Anatolia Orientale, realizzata durante il regno di Urartu tra il IX e il VII a.C. in quella che un tempo era l'antica capitale Tušpa.
La fortezza è stata inserita, unitamente alla città di Van, nel patrimonio dell'umanità dall'UNESCO nel 2016.

## Storia
Il sito fu oggetto di scavi archeologici in tre occasioni, nel 1899, nel 1937 e nel 1939.

## Architettura
La fortezza si erge a nord della città antica di Van, su uno sperone roccioso che si affaccia sul Lago di Van e che si estende per 1345 metri in lunghezza. La fortificazione ha una lunghezza di 20 metri, una larghezza di 9 metri e un'altezza di 2,5 metri.
La parte inferiore della struttura è realizzata in basalto, mentre il resto della struttura è realizzato in mattoni.
All'interno della fortezza si trovano gli edifici reali del regno di Urartu. In quello che era il punto più alto dell'antica capitale del regno di Urartu Tušpa, si trova la cosiddetta "fortezza interna".
Nella parte occidentale della fortezza, si trova invece la torre che porta il nome del fondatore del regno di Urartu Sarduri I (Sardurburç): nella torre, che misura 47x13 metri e ha un'altezza di 4 metri, si trova un'iscrizione, ripetuta sei volte, in cui Sarduri I dichiara la fondazione del regno di Urartu.
Nella facciata meridionale della fortezza si trovano poi otto tombe, considerate tra i migliori esempi dell'archittettura del regno di Urartu. Alcune di queste tombe, tra cui la Argişti I, la Neft Kuyu,  le camere orientali e la tomba della fortezza interna sono ritenute essere delle tombe reali.
Lungo la parte nord-orientale della fortezza, si trova poi una terrazza della misura di 40x15 metri nota comunemente come Analı Kız ("la ragazza con la mamma") o Hazine Kapısı ("la porta del tesoro") e realizzata durante il regno di Sarduri II (755-730 a.C.), sesto re urartiano.
Altro punto d'interesse è un'iscrizione del V secolo a.C. attribuita a Serse I di Persia. L'iscrizione, composta da tre colonne di 27 righe ciascuna, è redatta in tre lingue: antico persiano, babilonese e in elamico.